# Anneville-Ambourville
 Anneville-Ambourville  es una población y comuna francesa, en la región de Alta Normandía, departamento de Sena Marítimo, en el distrito de Ruan y cantón de Duclair.

## Demografía
| 539 | 579 | 765 | 832 | 986 | 946 |
| Para los censos de 1962 a 1999 la población legal corresponde a la población sin duplicidades (Fuente: INSEE [Consultar]) |     |     |     |     |     |